# لورنزو ویلورسی
لورنزو ویلورسی (انگلیسی: Lorenzo Villoresi؛ زادهٔ ۵ آوریل ۱۹۵۶) عطرساز اهل ایتالیا است.